# Маяк Стратфорд-Шол
Маяк Стратфорд-Шол (англ. Stratford Shoal Light), также известный как Маяк Миддлграунд (англ. Middle Ground Light,) — маяк, расположенный на мели Стратфорд-Шол (Миддлграунд) в проливе Лонг-Айленд, округ Фэрфилд, штат Коннектикут, США. Построен в 1822 году. Автоматизирован в 1970 году.

## Местоположение
Мель Стратфорд-Шол (Миддлграунд) расположена в проливе Лонг-Айленд примерно на половине пути от Коннектикута до Лонг-Айленда (откуда её второе название) и представляет опасность для навигации. Её принадлежность была предметом спора между штатами Коннектикут и Нью-Йорк, но на современных картах мель и маяк относят к штату Коннектикут.

## История
С 1838 года рядом с мелью Стратфорд-Шол находился плавучий маяк, предупреждающий моряков об опасности. В 1874 году Конгресс США выделил 50 000$ для начала строительства маяка, и в том же году был сооружен искусственный остров, на котором началось строительство маяка. В 1877 году строительство было завершено. Он представлял собой двухэтажный дом смотрителя в готическом стиле из гранитных блоков на большом фундаменте диаметром 14 метров из гранитных блоков, к которому сзади примыкала восьмиугольная башня маяка высотой 11 метров, в которой были размещены линза Френеля и противотуманный сигнал. Маяк был автоматизирован Береговой охраной США в 1970 году. 
В 1990 году он был включен в Национальный реестр исторических мест.

## Легенды
Согласно исследованиям психологов, про уединённые и старые здания чаще всего появляются легенды о том, что в них обитают призраки. Маяк Стратфорд-Шол, как и маяки Пенфилд-Риф и Нью-Лондон-Ледж, идеально подходит под это описание, и неудивительно, что про три этих маяка ходят подобные легенды среди местных жителей. Согласно этой легенде, местный призрак — это бывший помощник смотрителя маяка по имени Джулиус Костер, страдавших психическим заболеванием, пытавшийся разрушить маяк и в итоге совершивший самоубийство.

## В произведениях культуры и искусства
- «Буксир проходит мимо маяка Миддлграунд», картина Уоррена Шеппарда 1890 года